# درازکشم کن (ترانه سم اسمیت)
«درازکشم کن» (به انگلیسی: Lay Me Down) تک‌آهنگی از آلبوم نخست سم اسمیت، در ساعت تنهایی است.